# Rileyryggen
Der Rileyryggen (norwegisch) ist ein kleiner Berg im ostantarktischen Coatsland. Er ragt im Pioneers Escarpment im äußersten Osten der Shackleton Range auf.
Wissenschaftler des Norwegischen Polarinstituts benannten ihn 1990 nach Norris W. Riley vom British Antarctic Survey, der von 1968 bis 1969 auf der Halley-Station tätig war.